# NGC 6595
NGC 6595 este o galaxie situată în constelația Săgetătorul. A fost descoperită în 14 iulie 1830 de către John Herschel.